# Thrinoxethus iquitus
Thrinoxethus iquitus är en mångfotingart som beskrevs av Chamberlin 1941. Thrinoxethus iquitus ingår i släktet Thrinoxethus och familjen Aphelidesmidae. Inga underarter finns listade i Catalogue of Life.